# إيفانا تروها
إيفانا تروها (ولدت في 5 يناير 1980 هي لاعبة كرة طائرة كرواتية متقاعدة . كانت تلعب في المنتخب الوطني الكرواتي للسيدات لكرة الطائرة . 
شاركت في بطولة العالم للسيدات FIVB للكرة الطائرة عام 1998 في اليابان. 